# Keith Andrews
Keith Andrews, ameriški dirkač Formule 1, * 15. junij 1920, Denver, Kolorado, ZDA, † 15. maj 1957, Indianapolis, Indiana, ZDA.

## Življenjepis
Andrews je pokojni ameriški dirkač, ki je med letoma 1955 in 1956 sodeloval na ameriški dirki Indianapolis 500, ki je med letoma 1950 in 1960 štela tudi za prvenstvo Formule 1. Najboljši rezultat je dosegel na dirki leta 1955, ko je zasedel dvajseto mesto. Leta 1957 je umrl za posledicami nesreče na treningu pred dirko Indianapolis 500.